# Operation: Mindcrime (zespół muzyczny)
Operation: Mindcrime – amerykański zespół wykonujący muzykę z pogranicza rocka i heavy metalu. Powstał w 2014 roku z inicjatywy wokalisty Geoffa Tate'a, znanego z występów w grupie Queensrÿche. Skład formacji tworzą ponadto gitarzyści Scott Moughton i Kelly Gray, klawiszowiec Randy Gane, basista John Moyer oraz perkusiści Simon Wright i Brian Tichy.
Formacja zadebiutowała w 2015 roku albumem pt. The Key, który trafił do sprzedażny nakładem wytwórni muzycznej Frontiers Records. Nagrania znalazły nieco ponad 3 tys. nabywców w Stanach Zjednoczonych w przeciągu trzech tygodni od dnia premiery. Ponadto wydawnictwo uplasowało się na 36. miejscu listy Billboard Independent Albums. Nagrania były promowane teledyskiem do utworu pt. "Burn", który wyreżyserował Jamie Burton Chamberlin. 
23 września 2016 roku, ponownie dzięki oficynie Frontiers Records ukazał się drugi album studyjny grupy pt. Resurrection. Nagrania cieszyły się mniejszym zainteresowaniem publiczności w stosunku do debiutanckiej płyty. Album sprzedał się w nakładzie, niewiele ponad 1 tys. egzemplarzy w przeciągu tygodnia od dnia premiery. Materiał uplasował się również na 59. miejscu zestawienia Billboard Independent Albums. Do pochodzącej z płyty piosenki "Taking on the World" został zrealizowany wideoklip.

## Muzycy
| Obecny skład zespołu - Geoff Tate – wokal prowadzący, instrumenty klawiszowe, saksofon (od 2014) - Scott Moughton – gitara, wokal wspierający (od 2014) - Kelly Gray – gitara, wokal wspierający (od 2014) - Randy Gane – instrumenty klawiszowe (od 2014) - John Moyer – gitara basowa (od 2014) - Simon Wright – perkusja, instrumenty perkusyjne (od 2014) - Brian Tichy – perkusja, instrumenty perkusyjne (od 2014) |  | Muzycy koncertowi - Tim Fernley – gitara basowa (od 2016) - Scott Mercado – perkusja, instrumenty perkusyjne (od 2016) |

## Dyskografia
| Tytuł        | Dane dot. albumu                                      | Pozycja na liście | Pozycja na liście | Sprzedaż         |
| Tytuł        | Dane dot. albumu                                      | USA Hard.         | USA Ind.          | Sprzedaż         |
| ------------ | ----------------------------------------------------- | ----------------- | ----------------- | ---------------- |
| The Key      | - Data: 18 września 2015 - Wydawca: Frontiers Records | 18                | 36                | - USA: 3,3 tys.+ |
| Resurrection | - Data: 23 września 2016 - Wydawca: Frontiers Records | 18                | 59                | - USA: 1,3 tys.+ |

## Teledyski
| Tytuł                                                                | Rok  | Reżyseria               | Album        | Źródło |
| -------------------------------------------------------------------- | ---- | ----------------------- | ------------ | ------ |
| "Burn"                                                               | 2015 | Jamie Burton Chamberlin | The Key      | [ 6 ]  |
| "Taking on the World" (gościnnie: Tim "Ripper" Owens i Blaze Bayley) | 2016 | –                       | Resurrection | [ 9 ]  |